# Биробиджан I
Биробиджа́н-1 — узловая железнодорожная станция Хабаровского региона Дальневосточной железной дороги, находящаяся в городе Биробиджане Еврейской автономной области.

## История
Станция Тихонькая в 170 км от Хабаровска и 7800 км от Москвы появилась в 1912 году с со строительством Амурской железной дороги. Названа была якобы по фамилии охотника, жившего у сопки. В 1928 году начали прибывать первые поселенцы. В 1931 году станция и рабочий посёлок были переименованы в Биробиджан.

## Окружение
Перед реконструированным вокзалом располагается привокзальная площадь с фонтаном, памятником переселенцам и традиционным еврейским символом «Золотая менора» — светильником веры.
На самом вокзале надписи на двух языках — идише и русском.
Предприятия: грузовой двор, региональный центр фирменного транспортного обслуживания, Биробиджанская дистанция пути (ПЧ-2) и дистанция сигнализации, централизации и блокировки, пожарный поезд Биробиджан.
От станции отходит 125-ти километровая ветка на село Нижнеленинское (станция Ленинск) к пограничному переходу с КНР.

## Пригородное сообщение по станции

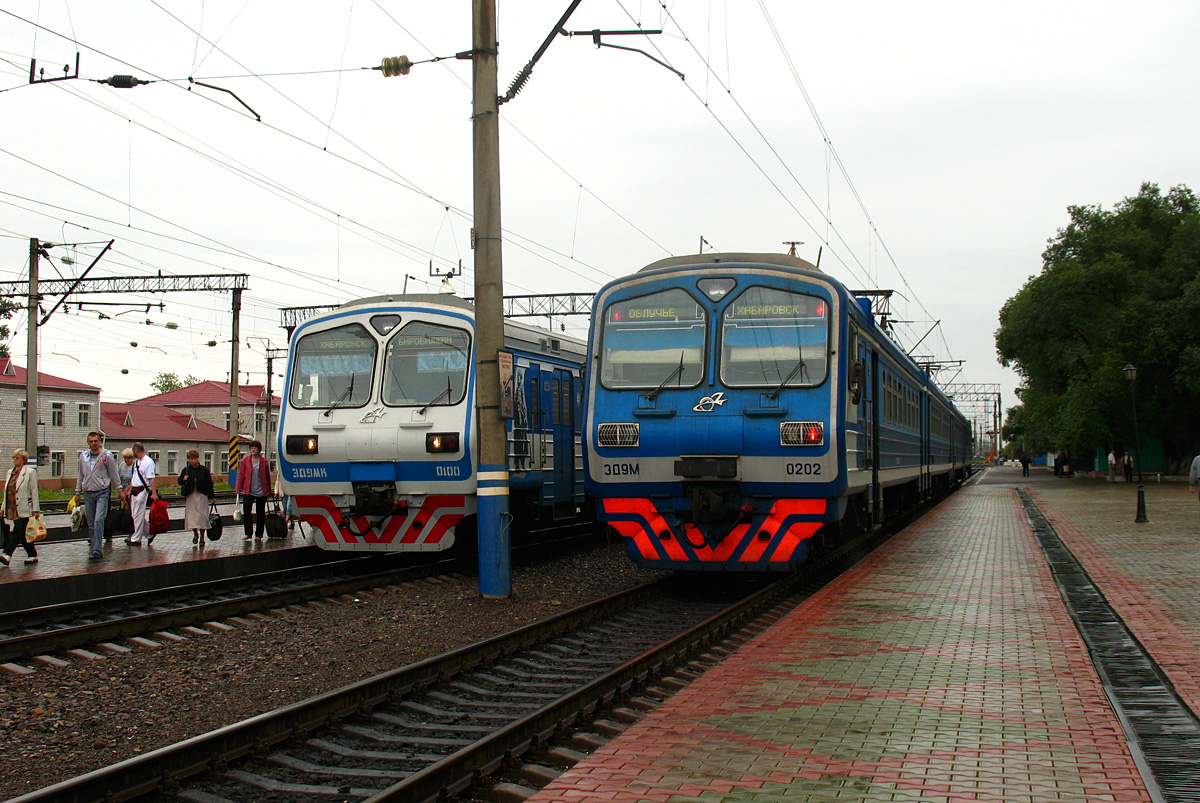
Электропоезда ЭД9М на станции

| № поезда     | Маршрут движения                 | № поезда     | Маршрут движения                   |
| ------------ | -------------------------------- | ------------ | ---------------------------------- |
| 6262         | Биробиджан — Облучье             | 6264         | Облучье — Биробиджан               |
| 6841 (утро)  | Хабаровск —Биробиджан            | 6830 (утро)  | Биробиджан — Хабаровск             |
| 6829 (вечер) | Хабаровск — Биробиджан           | 6842 (вечер) | Биробиджан— Хабаровск              |
| 6837/6861    | Хабаровск-(Биробиджан) — Облучье | 6862/6838    | Облучье - (Биробиджан) - Хабаровск |

## Дальнее следование по станции
По графику 2025 года через станцию проходят следующие поезда:

### Круглогодичное движение поездов
| № поезда                      | Маршрут движения           | № поезда             | Маршрут движения           |
| ----------------------------- | -------------------------- | -------------------- | -------------------------- |
| 001Э «Россия»                 | Владивосток — Москва       | 002Э «Россия»        | Москва — Владивосток       |
| 027Э                          | Владивосток — Благовещенск | 028Ь                 | Благовещенск — Владивосток |
| 035Э «Хабаровск-Благовещенск» | Хабаровск — Благовещенск   | 036Ь                 | Благовещенск — Хабаровск   |
| 009Н                          | Владивосток — Москва       | 010Н                 | Москва — Владивосток       |
| 403Э                          | Хабаровск — Чегдомын       | 404Й                 | Чегдомын — Хабаровск       |
| 326Э                          | Нерюнгри — Хабаровск       | Нерюнгри — Хабаровск | Нерюнгри — Хабаровск       |

| - Менора | - Памятник переселенцам |